# تپه قازان داغی
تپه قازان داغی مربوط به دوران‌های تاریخی پس از اسلام است و در شهرستان تاکستان، روستای قازان داغلی واقع شده و این اثر در تاریخ ۲۵ اسفند ۱۳۷۸ با شمارهٔ ثبت ۲۶۷۹ به‌عنوان یکی از آثار ملی ایران به ثبت رسیده است.